# Baron Rea
Baron Rea, of Eskdale in the County of Cumberland, war ein erblicher britischer Adelstitel in der Peerage of the United Kingdom.

## Verleihung
Der Titel wurde am 3. Juni 1937 durch Letters Patent für den liberalen Politiker und Geschäftsmann Sir Walter Rea, 1. Baronet geschaffen. Bereits am 8. Juli 1935 war ihm in der Baronetage of the United Kingdom der fortan nachgeordnete Titel Baronet, of Eskdale in the County of Cumberland, verliehen worden.
Heutiger Titelinhaber ist seit 2020 dessen Ur-Enkel Matthew Rea als 4. Baron.

## Liste der Barone Rea (1937)
- Walter Russell Rea, 1. Baron Rea (1873–1948)
- Philip Russell Rea, 2. Baron Rea (1900–1981)
- John Nicolas Rea, 3. Baron Rea (1928–2020)
- Matthew James Rea, 4. Baron Rea (* 1956)

Titelerbe (Heir apparent) ist der Sohn des aktuellen Titelinhabers Hon. Ivan Rea (* 1992).